# Fenerbahçe (Basketball)
Fenerbahçe Basketbol (offiziell Fenerbahçe Beko Basketbol, aufgrund von Sponsoring mit dem Haushaltsgerätehersteller beko) ist ein türkischer Basketballverein in Istanbul und repräsentiert die Männer-Basketballabteilung des Sportvereins Fenerbahçe SK.

## Geschichte
Der spätere Verein Ülkerspor wurde im Jahre 1975 unter dem Namen Nasasspor gegründet und war 20 Jahre lang eine mittelmäßige Mannschaft im türkischen Basketball. Mit der Übernahme des Klubs durch den Lebensmittelherstellers Ülker wurden zugleich höhere Ziele anvisiert.
Der Klub wurde in Ülkerspor umbenannt und bestritt schon in der darauffolgenden Saison das Finale der türkischen Meisterschaft und erlangte zudem das Recht, in der nächsten Saison am Korac-Cup teilzunehmen. In den letzten zwölf Jahren bestimmte Ülkerspor, zusammen mit Efes Pilsen, die türkische Basketball-Liga.
In dieser Zeit bestritten sie acht Mal ein Finale und konnten dieses drei Mal für sich entscheiden.
Nach der gewonnenen Meisterschaft 2006 stellte der Verein seinen Spielbetrieb ein und fusionierte mit der Basketballabteilung des Sportvereins Fenerbahçe SK.
Die Fusion als solches sieht letztendlich ähnlich wie bei den beiden anderen Traditionsvereinen Istanbuls aus. Während die beiden anderen Vereine jeweils durch andere Markennamen (wie Cola Turka bei Besiktas und Café Crown bei Galatasaray) der Ülkergruppe unterstützt wurden, bekam Fenerbahçe nach der Einstellung des Basketballbetriebes bei Ülkerspor den Namen der Unternehmensgruppe. Ülkers CEO, Murat Ülker, war bereits vorher schon bekennender Fan als auch Mitglied des Vereins Fenerbahçe SK. Die Sympathien des Firmenchefs dürften daher die Entscheidung bei der Namenswahl erleichtert haben. Ülkerspor war zuvor vertraglich an die EuroLeague gebunden da man jedes Jahr automatisch einen EuroLeague Platz zugesichert bekam, um diesen Platz nicht zu verlieren spielte die Namenswahl bei der Fusion zudem eine Rolle.
Fenerbahçe Istanbul behielt jedoch weiterhin die Vereinsfarben, das Logo, das Emblem usw. bei. Die Änderung und Fusion seitens Ülkerspor bzw. Ülker beläuft sich in dieser Hinsicht daher lediglich auf das Sponsoring der Basketballabteilung des Sportvereines. 2015 wurde der Sponsorenvertrag mit Ülker beendet.
Der größte sportliche Erfolg, war der Gewinn der EuroLeague 2016/17. Mit einem 80:64-Sieg gegen Olympiakos Piräus krönte sich Fenerbahçe SK zum EuroLeague-Sieger. Finals MVP wurde Ekpe Udoh gekürt. 2025 wiederholte der Club den Erfolg.
Außerdem spielte Fenerbahçe fünfmal hintereinander im Final Four der EuroLeague (2015–2019).

## Aktueller Kader
| Nr. | Nat.               | Name                 | Position | Geburt     | Größe  | Info |
| --- | ------------------ | -------------------- | -------- | ---------- | ------ | ---- |
| 1   | Irland             | Metecan Birsen       | Forward  | 06.04.1995 | 205 cm |      |
| 2   | Vereinigte Staaten | Wade Baldwin IV      | Guard    | 29.03.1996 | 193 cm |      |
| 3   | Vereinigte Staaten | Scottie Wilbekin     | Guard    | 05.04.1993 | 188 cm |      |
| 4   | Italien            | Nicolò Melli         | Forward  | 26.01.1991 | 205 cm |      |
| 5   | Turkei             | Sertaç Şanlı         | Center   | 05.08.1991 | 212 cm |      |
| 10  | Turkei             | Melih Mahmutoğlu     | Guard    | 12.05.1990 | 191 cm |      |
| 13  | /                  | Tarik Biberović      | Forward  | 28.01.2001 | 201 cm |      |
| 15  | Turkei             | Mert Emre Ekşioğlu   | Guard    | 02.01.2002 | 188 cm |      |
| 20  | Vereinigte Staaten | Devon Hall           | Guard    | 07.07.1995 | 196 cm |      |
| 32  | Lettland           | Artūrs Žagars        | Guard    | 21.04.2000 | 190 cm |      |
| 44  | Angola             | Jilson Bango         | Center   | 06.01.1999 | 208 cm |      |
| 50  | Vereinigte Staaten | Bonzie Colson        | Forward  | 12.01.1996 | 198 cm |      |
| 92  | Kanada             | Khem Birch           | Center   | 28.09.1992 | 206 cm |      |
|     | Vereinigte Staaten | Brandon Boston Jr.   | Forward  | 28.11.2001 | 198 cm |      |
|     | Finnland           | Mikael Jantunen      | Forward  | 20.04.2000 | 204 cm |      |
|     | Turkei             | Onuralp Bitim        | Guard    | 31.03.1999 | 198 cm |      |
|     | Turkei             | Yiğit Hamza Mestoğlu | Forward  | 22.04.2004 | 201 cm |      |

| Nat.    | Name                 | Position   |
| ------- | -------------------- | ---------- |
| Litauen | Šarūnas Jasikevičius | Head Coach |

| Abk. | Bedeutung                       |
| ---- | ------------------------------- |
| Nr.  | Trikotnummer                    |
| Nat. | Nationalität                    |
| C    | Mannschaftskapitän              |
| S    | Suspension                      |
|      | Verletzungsbedingte Inaktivität |

## Sponsorennamen
| Zeitraum  | Teamname           | Sponsor               | Logo                                                                |
| --------- | ------------------ | --------------------- | ------------------------------------------------------------------- |
| 2006–2015 | Fenerbahçe Ülker 1 | Ülker                 | Logo von Fenerbahçe Spor Kulübü · Logo des Namensponsors Ülker      |
| 2017–2018 | Fenerbahçe Doğuş   | Doğuş Holding         |                                                                     |
| seit 2018 | Fenerbahçe Beko    | Arçelik (Marke: Beko) | Logo von Fenerbahçe Spor Kulübü · Logo des Markennamensponsors Beko |

## Erfolge

### National
- Türkischer Meister: 15 Meistertitel bestehend aus …
  - 12 × Basketbol Süper Ligi (TBF – ab 1966/67): 1991, 2007, 2008, 2010, 2011, 2014, 2016, 2017, 2018, 2022, 2024, 2025
  - 03 × Türkische Basketballmeisterschaft (1946–1967): 1957, 1959, 1965[2]
- Türkischer Pokal: 14 Pokalsiegertitel bestehend aus …
  - 9 × Türkischer Basketballpokalsieger (TBF – ab 1966/67): 1967, 2010, 2011, 2013, 2016, 2019, 2020, 2024, 2025
  - 5 × Türkischer Basketball-Föderation-Pokalsieger (bis 1966): 1954, 1958, 1959, 1960, 1961[2]
- Türkischer Supercup:
  - 6 × Türkischer Präsidentencupsieger: 1990, 1991, 1994, 2007, 2013, 2016

### International
- EuroLeague:
  - 7 × Final-Four-Teilnahmen: 2015, 2016, 2017, 2018, 2019, 2024, 2025
    - 2 × Sieger: 2017, 2025
    - 2 × Finalist: 2016, 2018
- FIBA Europa
  - EuroChallenge
    - Vierter 2005

  - Korać-Cup
    - Viertelfinale 1996, Viertelfinale 2001

  - FIBA Europa Cup
    - Viertelfinale 1995

## Bekannte ehemalige Spieler
- Ömer Aşık (2005–2010), ehemaliger NBA-Spieler und Vize-Weltmeister 2010
- Efe Aydan (1982–1986), FIBA-Allstar (V. Ausgabe – 1981)
- Can Bartu (1949–1957), sowohl türkischer Fußball- als auch Basketballnationalspieler gewesen
- Semih Erden (2005–2010 und 2014–2015), ehemaliger NBA-Spieler und Vize-Weltmeister 2010
- Sinan Güler (2017–2019), Vize-Weltmeister 2010
- İbrahim Kutluay (1993–1999 und 2006–2007), ehemaliger NBA-Spieler, Vize-Europameister 2001 und mehrfacher FIBA-EuroStars-Allstar (1996, 1998, 1999)
- Ömer Onan (2004–2005 und 2006–2014), Vize-Europameister 2001 und Vize-Weltmeister 2010
- Mirsad Türkcan (2006–2012), ehemaliger NBA-Spieler und Vize-Europameister 2001
- David Andersen (2012–2013), ehemaliger NBA-Spieler
- Nando de Colo (2019–2022), ehemaliger NBA-Spieler, Europameister 2013, All Euroleague Second Team 2020/21 und etc.
- Joffrey Lauvergne (2018–2020), ehemaliger NBA-Spieler
- Kostas Sloukas (2015–2020), EuroLeague Basketball 2010–20 All-Decade Team, All Euroleague First Team 2018/19 und etc.
- Luigi Datome (2015–2020), ehemaliger NBA-Spieler und All Euroleague Second Team 2015/16
- Nicolò Melli (2017–2019), ehemaliger NBA-Spieler
- Anthony Bennett (2017), ehemaliger NBA-Spieler
- Tyler Ennis (2018–2019), ehemaliger NBA-Spieler
- Bojan Bogdanović (2011–2014), aktueller NBA-Spieler
- Gordan Giriček (2008–2010), ehemaliger NBA-Spieler
- Žan Tabak (1998–1999), ehemaliger NBA-Spieler
- Roko Leni Ukić (2010–2012), ehemaliger NBA-Spieler
- Šarūnas Jasikevičius (2010–2011), ehemaliger NBA-Spieler
- Linas Kleiza (2013–2014), ehemaliger NBA-Spieler
- Pero Antić (2015–2017), ehemaliger NBA-Spieler
- Thabo Sefolosha (Lockout 2011), ehemaliger NBA-Spieler
- Nemanja Bjelica (2013–2015), ehemaliger NBA-Spieler, EuroLeague-MVP 2014/15 und All Euroleague First Team 2014/15
- Bogdan Bogdanović (2014–2017), aktueller NBA-Spieler, All Euroleague First Team 2016/17 und etc.
- Nikola Kalinić (2015–2020), EuroLeague-Sieger 2016/17 und Olympia-Silbermedaille 2016
- Jan Veselý (2014–2022), EuroLeague Basketball 2010–20 All-Decade Team, MVP der Euroleague Saison 2018/19 und etc.
- Mahmoud Abdul-Rauf (1998–1999), ehemaliger NBA-Spieler
- Michael Batiste (2012–2013), ehemaliger NBA-Spieler
- Lorenzo Brown (2020–2021), ehemaliger NBA-Spieler
- Carsen Edwards (2022–2023), ehemaliger NBA-Spieler
- Andrew Goudelock (2014–2015), ehemaliger NBA-Spieler und All Euroleague Second Team 2014/15
- Erick Green (2018–2019), ehemaliger NBA-Spieler
- Enes Kanter (2008–2009), NBA-Spieler
- Tarence Kinsey (2008 und 2009–2011), ehemaliger NBA-Spieler
- Sean May (2010–2011), ehemaliger NBA-Spieler
- Kyle O’Quinn (2021), ehemaliger NBA-Spieler
- Jason Thompson (2017–2018), ehemaliger NBA-Spieler
- Ekpe Udoh (2015–2017), ehemaliger NBA-Spieler, MVP des EuroLeague-Final-Four 2017 und etc.
- Derrick Williams (2019–2020), ehemaliger NBA-Spieler